# Scilab
Scilab是由法國國立計算機及自動化研究院（l'Institut national de recherche en informatique et en automatique，簡稱INRIA）和法國國立橋樑學院（l'École nationale des ponts et chaussées，簡稱ENPC）开发的开放源码的科学计算自由软件。Scilab一詞來源於英文「Scientific Laboratory」（科學實驗室）詞頭的合并。
目前全世界使用Scilab的人數估計有1,000,000人。Scilab也是以矩陣作為主要的數據類型，同時擁有豐富的繪圖功能。Scilab能處理包括信號處理、統計分析、圖像增強、數值最佳化、動態系統仿真等方面的問題。網路上也有不少人為它寫了許多延伸函式庫、豐富了它的功能。
为推广普及Scilab，自2002年起，INRIA跟中国科学院自动化研究所每年组织一次Scilab竞赛。

## 歷史
Scilab始源於80年代在INRIA開發的計算機輔助控制系統設計軟件Blaise，其最初的開發者為弗朗斯瓦·底列貝克（François Delebecque）和舍齊·史迪爾（Serge Steer）。Blaise的誕生受到了克里夫·莫勒爾（Steve Moler）當時用Fortran編寫的MATLAB軟件的啓發。
1984年，Blaise更名為Basile，由Simulog（INRIA的第一個研發小組）負責分發。
90年代初，Simulog停止分發Basile。Basile更名為Scilab，由來自ENPC的Jean-Philippe Chancelier和來自INRIA的François Delebecque，Claude Gomez，Maurice Goursat，Ramine Nikoukhah，Serge Steer共6人組成的Scilab小組繼續進行開發工作。後來INRIA決定把Scilab作為開源軟件分發。1994年1月2日，Scilab的第一個釋放版本，Scilab 1.1上傳到一個匿名ftp站點。直到2002年底，Scilab都是由6人小組与一些外部開發者一道共同開發並發佈的。從2003年開始，由新成立的Scilab協會負責Scilab軟件的後續開發以及相關技術支持。
Scilab協會於2005年啟動了基於Java的Scilab 5.x的開發，而之前的部分Scilab開發小組成員（包括ENPC以及部分INRIA成員）則在之前的Scilab 4.x的基礎上另外發布了基於GTK+的Scilab版本：ScicosLab（該版本集成了Scicos）。
Scilab協會在2008年加入Digiteo基金會，自此Scilab協會開始在Digiteo基金會的引領下對Scilab進行開發，這種情況一直持續到2012年6月。另外也是在2008年，Scilab開始基於CeCILL許可協議發行，CeCILL是一個與GPL兼容的開源許可協議。
為了保證Scilab的長遠發展，在INRIA的支持下，Scilab事業公司於2010年6月成立。自2012年7月開始，Scilab事業公司將完全負責對Scilab後續版本的開發與發布，此外公司也提供關於Scilab的專業服務與支持。2017年，Scilab事業公司被ESI集團併購。

## 主要特點
- 大約1700個用於科學和工程計算的數學函數
- 2維和3維可視化數據圖形
- 約束/無約束、連續/離散問題的最佳化
- 數據分析與建模
- 控制系統的分析與設計
- 信號處理
- 用於自定義開發擴展功能的API

## 语法
Scilab的语法很大程度上基于MATLAB语言，执行Scilab代码的最简单方式是在图形窗口中提示符-->后输入命令。此时，Scilab以交互式的数学shell方式工作。

Scilab的Hello World!为：
```
disp
(
'Hello World'
);

```

显示3维曲面的函数为：
```
// A simple plot of z = f(x,y)

t
=[
0
:
0.3
:
2
*
%pi
]
'
;

z
=
sin
(
t
)
*
cos
(
t
'
);

plot3d
(
t
,
t
'
,
z
)

```

## 工具箱
Scilab有许多为不同目的设计的工具箱，例如：
- Scilab图像处理工具箱（英语：Scilab_Image_Processing）（SIP）及其变种（例如SIVP）
- Scilab小波工具箱
- Scilab Java 和.NET 模块
- Scilab 远程访问模块

更多工具包可在ATOMS Portal或Scilab forge上找到。

## GUI界面
Scilab的GUI界面與MATLAB很類似，其主要部分是一个用於輸入命令的交互式控制臺；在Scilab控制臺中按Tab鍵，Scilab會依據游標之前的文字自動補齊變數、函式或檔案的名稱；此外，Scilab也會保存控制臺中輸入的命令，通過按「"↑","↓"」鍵就能前後檢索已鍵入的命令。

## Scilab語言
Scilab語言也是一种交互性的数学脚本语言，語法與MATLAB語言相近，也以矩陣作为數據的基本組織形式。Scilab還有一個可以把MATLAB源程序轉換為Scilab源程序的代碼翻譯器。
數據類型
1.常數（constant）類型（數據前面加%表示該數據是Scilab已經定義好的）
```
-->a = [1.5-2.5*%i, %pi; %inf, -1.5e2] 
 a =
    1.5 - 2.5i    3.1415927  
    Inf         - 150.

```

2.字符串（string）類型
```
-->b = ["123", "456"; "Let''s use", "SciLab!"] 
 b =
!123        456      !
!                    !
!Let's use  SciLab!  !

```

3.有理式（rational）類型
```
-->x = poly（0, "x"）; //定义x为多项式
-->c = [x/（x^2+1）, 2; -1/x, x^3+1]
 c =
      x       2       
    -----     -       
         2            
    1 + x     1       
                      
                   3  
  - 1         1 + x   
    -         -----   
    x           1 

```

4.表（list）類型（類似于C語言中的“結構”數據類型，即可以包含不同類型的元素）
```
-->d = list（[1,2;3,4], "abc", poly([1,2,3],"x","c"）)
 d =
 
       d (1) 
    1.    2.  
    3.    4.  
 
       d (2) 
 abc   
 
       d (3) 
               2  
    1 + 2x + 3x  

```

編程
1.if選擇語句
```
-->
x
 
=
 
1
;
 

-->
if
  
x
 
>
 
0

-->
    
y
 
=
 
x
 
-
 
1
;

-->
elseif
  
x
 
<
 
0

-->
    
y
 
=
 
x
 
+
 
1
;

-->
else

-->
    
y
 
=
 
x
;

-->
end
 

-->
y

 
y
 
=

    
0.

```

2.select選擇語句
```
-->
x
 
=
 
1
;

-->
select
  
x

-->
case
  
1

-->
    
y
 
=
 
x
 
+
 
1
;

-->
case
  
-
1

-->
    
y
 
=
 
x
 
-
 
1
;

-->
else

-->
    
y
 
=
 
x
;

-->
end

-->
y

 
y
 
=

    
2.

```

3.for循環語句
```
-->
x
 
=
 
[];
 

-->
for
  
k
 
=
 
1
:
4

-->
    
x
 
(
k
)
 
=
 
2
 
*
 
k
;

-->
end

-->
x
'

 
ans
 
=

    
2.
    
4.
    
6.
    
8.

```

4.while循環語句
```
-->
k
 
=
 
1
;
 

-->
x
 
=
 
[];
 

-->
while
  
k
 
<
 
5

-->
    
x
 
(
k
)
 
=
 
2
 
*
 
k
;

-->
    
k
 
=
 
k
 
+
 
1
;

-->
end

-->
x
'

 
ans
 
=

    
2.
    
4.
    
6.
    
8.

```

- 另外，可以在while或for循環語句中使用break關鍵字跳出循環

5.自定義函數
```
-->
function
  
[
a
,
b
]
 
=
 
mp
（
x1
,
x2
）

-->
    
a
 
=
 
x1
 
+
 
x2
;

-->
    
b
 
=
 
x1
 
*
 
x2
;

-->
endfunction

-->
[
x
,
y
]
 
=
 
mp
（
1
+
%i
,
2
）

 
y
 
=

    
2.
 
+
 
2.
i
  

 
x
 
=

    
3.
 
+
 
i

```

## 工具箱
同MATLAB軟件中的Simulink工具箱類似，Scilab也擁有一個用於混合動態系統建模/仿真的工具箱：Xcos（它代替了Scilab 5.2之前的Scicos）。用戶可以自己編寫擴展的工具模塊並添加於Scilab中，或者使用別人已編寫好的擴展模塊。Scilab提供了一個模塊管理器（ATOMS）統一對擴展模塊進行搜索、安裝和更新。在Scilab官方的wiki頁面上對Scilab工具箱和MATLAB工具箱之間的相關性進行了詳細對比。
Scilab的其它一些工具箱：圖像處理（SIP、SIVP）、小波變換（Scilab Wavelet Toolbox）、串口通信（Serial Communication Toolbox）、圖形和網絡計算（Metanet）、GPU計算（sciGPGPU）、航天動力學分析（CelestLab）等等。
Scilab的許多工具箱可以在網站ATOMS Portal上找到。

### 引用
1. ↑  .   [2024年10月24日].
2. ↑  . scilab.org.   [2008-11-25]. （原始内容存档于2005-01-03） （英语）.
3. 1 2  . scilab.org.   [2010-05-08]. （原始内容存档于2010-06-20） （英语）.
4. ↑  wiki頁面
5. ↑  ATOMS Portal（页面存档备份，存于）或者Scilab forge（页面存档备份，存于）

### 网页
- （英文） Scicos > History（页面存档备份，存于） - Scilab/Scicos history